# Société nationale industrielle et minière
Pour les articles homonymes, voir SNIM.

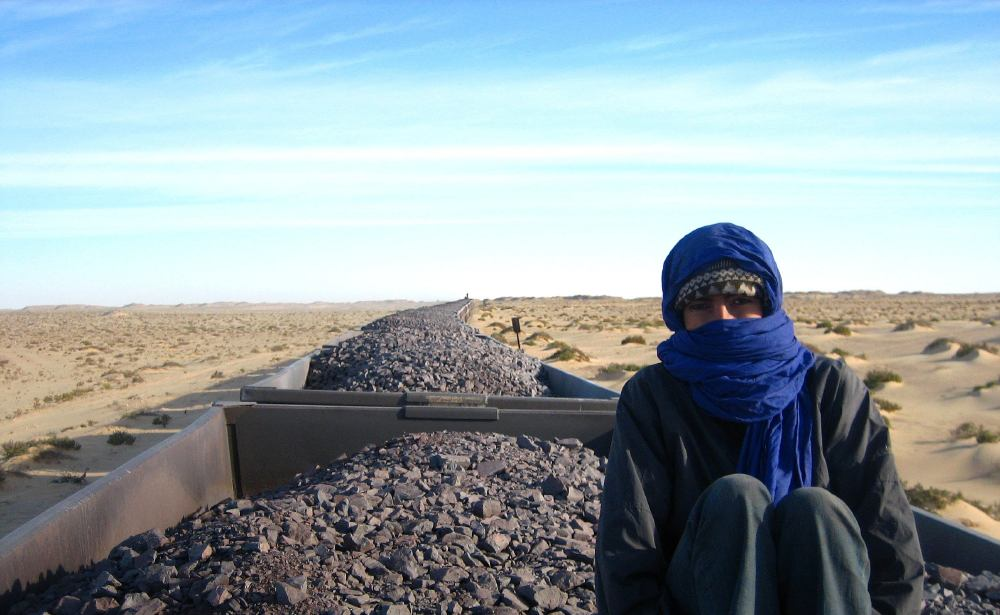
Transport du minerai de fer

La Société nationale industrielle et minière (SNIM) a été créée en 1974 par la nationalisation des Mines de Fer de la Mauritanie dit MiFerMa (créées en 1952 pour exploiter les gisements de minerais de fer dans la région de la « montagne de fer » Kedia d'Idjil, près de Zouérate). 

Le premier chargement est parti en bateau en 1963.

## La SNIM aujourd'hui
Le gouvernement possède actuellement 78 % de la SNIM et le reste appartient à cinq organisations financières et minières arabes (dont le FADES et la BID) qui continuent à exploiter les mines de minerais de fer de Zouérate. La Société nationale industrielle et minière représente 15 % du PIB de la Mauritanie et emploie environ 5 000 personnes.
La première minéralisation d'hématite a été découverte à Kedia d’Idjill, en tant que crêtes proéminentes ou Guelbs. À la suite, deux corps massifs de minerais de magnétite, Guelb Rhein et Oum Arwagen ont été découverts juste à côté. Quelques années plus tard, le gîte de haute qualité de M’Houadat a été identifié et la production a commencé en 1991. Le gîte de M’Houadat comprend une crête d’une longueur de 14 km qui contient quatre corps hématitiques fortement inclinés, à forme de lentille et de haute qualité qui sont toujours en exploitation. Aussi en 1991, une minéralisation de haute qualité a été découverte à TO14 près de Tazadit dont la production continue aujourd’hui. En 1999 et 2000 la prospection s’est concentrée sur la délinéation des minéralisations profondes dans la zone de M’Houadat et Guelb Atomai à l’ouest de Zouerate.
La SNIM occupe le second rang des producteurs africains de minerai de fer avec une capacité annuelle de 12 millions de tonnes. Les principaux clients sont en Chine et en Europe. Les produits sont des calibrés siliceux (XCB : 52 % pds Fe), des fines naturellement riches (XFC : 58 %, TZFC : 62 %, TZF : 64,5 %) et des concentrés (GMAB : 66 %).
L’économie de la Mauritanie reste très dépendante des industries minières qui représentent 30 % du PNB et constituent plus d’un tiers des revenus fiscaux et non-fiscaux de l'Etat. Le minerai de fer, l’or, le cuivre et le pétrole représentent 75 % des exportations, et 80 % de la totalité des investissements étrangers en Mauritanie concernent l’industrie minière.
La Snim tient le rôle de « boîte à outils » qui permet au pouvoir mauritanien de financer différents projets d'infrastructure, de santé, d'assurance ou encore d'hospitalité.

## Actionnariat
Le gouvernement détient 78,35 % de la société, le reste est détenu par des partenaires financiers historiques comme l’Industrial Bank of Kuwait K.S.C (7,17 %), l’Arab Mining Co. (5,66 %), l’Iraq Foreign Development Fund (4,59 %), l’Office national des hydrocarbures et des mines (2,30 %), la Banque islamique de développement (1,79 %) et des investisseurs privés (0,14 %).

## Histoire
Les gisements de minerai de fer du Tiris ont été évoqués par El Bekri, auteur andalou du XIIe siècle. Les populations locales avaient connaissance de la présence du fer dans la région, l’un des Guelbs porte le nom de Guelb Lehdid (fer), un autre celui de Guelb El Meiss (aimant). Dans les années 1940 et 1950, les aviateurs font état de graves perturbations de leurs instruments de navigation en survolant la Kedia d’Idjil, perturbations dues au magnétisme induit par le fer de la région.
Le premier gisement exploité par Miferma, ancêtre de SNIM, a été celui de la mine de F'Derick, à l’extrémité Ouest de la Kedia. Cette nouvelle activité minière, la première dans le pays, donnera naissance à la ville minière de Zouérate, ainsi qu'à la société Echerika, qui deviendra la SNIM.
À partir des années 1960 le marché européen se ferme peu à peu. La sidérurgie belge et française finira contrôlée par l’indien Arcelor Mittal qui se fournit en matière première dans ses propres mines en Europe de l’Est et au Canada. Les marchés de la SNIM se déplacent alors progressivement vers la Chine qui accueille aujourd'hui 73 % des exportations de la société, contre 27 % pour l’Europe. 
Dans les années 1990 la SNIM rencontre des difficultés liées au démarrage de l’usine du Guelb Ghein ainsi qu'à l’épuisement des gisements de la Kedia (Fderik, Tazadit, Rouessa). La direction décide alors d’entreprendre un vaste programme de prospection minière qui sera couronné de succès.
À partir des années 2010 le marché du fer connait de fortes fluctuations; Le prix du fer est passé de 130 à 150 dollars la tonne durant la période 2011-2014 à environ 50 dollars en 2016. Le chiffre d’affaires de la SNIM passe de 1,47 milliard de dollars en 2011 à 300 millions de dollars en 2015, le résultat net est négatif à 180 millions de dollars.

## Effectifs et climat social
La SNIM est le premier employeur du pays après l’Etat. Elle emploie 5 030 agents composés à plus de 93 % d’agents de la maîtrise et d’ouvriers. 68 % de la main d’œuvre est employée à Zouerate et 32 % à Nouâdhibou. La SNIM met à la disposition de ses travailleurs et de leur famille des soins de santé et des structures médicales. 

### Grèves
La SNIM a connu plusieurs conflits sociaux durant son histoire.

#### 2015
Une grève de plus de deux mois mobilise les employés de la société minière à Zouérate et à Nouadhibou, qui ont cessé le travail afin de dénoncer la non-application d'un protocole d'accord qui prévoyait notamment une augmentation des salaires. Durant le conflit, environ 400 grévistes seront licenciés. Le conflit prendra fin le 2 avril 2015 avec l'ouverture de négociations salariales et la réintégration des ouvriers licenciés.

#### 2019
Une grande grève commence à minuit le 1er mai 2019, jour de la fête du travail. Les délégués syndicaux demandent le versement des primes promises aux travailleurs lors de la résolution de la grève de 2013. En effet, la direction de l'époque avait argumenté qu'en raison des difficultés financières notamment due à un prix du minerai faible (60 USD/tonne), il leur était impossible d'accorder des augmentations. Mais elle avait aussi promis qu'en cas du relèvement du prix du minerai à plus de 90 USD/tonne, les primes seraient versées. La grève prend fin deux semaines plus tard, lorsque la direction, pressée par les autorités politiques, cède et offre une petite partie des primes promises.

## Pluralité de l'exploitation de la mine de F'Derick
En mai 2019 le gouvernement mauritanien signe un accord controversé avec la société australienne BCM International pour l’exploitation de la mine de F'Derick. 